# 篠ノ井線
篠ノ井線（しののいせん）は、長野県長野市の篠ノ井駅から長野県塩尻市の塩尻駅までを結ぶ、東日本旅客鉄道（JR東日本）の鉄道路線（幹線）である。
駅ナンバリングで使われる路線記号は、「SN」。
事業基本計画および国土交通省監修『鉄道要覧』では篠ノ井駅を起点としているが、国鉄時代の国有鉄道線路名称やJR発足後のJR線路名称公告では塩尻駅を起点としており、また列車運行上は塩尻駅から篠ノ井駅へ向かう列車が下り、逆が上りとなっている。

## 概要
東京、名古屋の両都市圏からの特急列車（東京駅、新宿駅とは「あずさ」、名古屋駅とは「しなの」）が中央本線から当路線に直通しており、長野県中部の塩尻市・松本市・安曇野市と同県の県庁所在地長野市とを連絡する役割も担う。日本貨物鉄道（JR貨物）による貨物列車も運行されている。
途中、急峻な山間部を走るため一部にスイッチバック区間がある（姨捨駅付近と2か所ある信号場のうち桑ノ原信号場。ただし特急はホームのある引き上げ線に入らず本線を通過するため、姨捨駅は素通りする）。

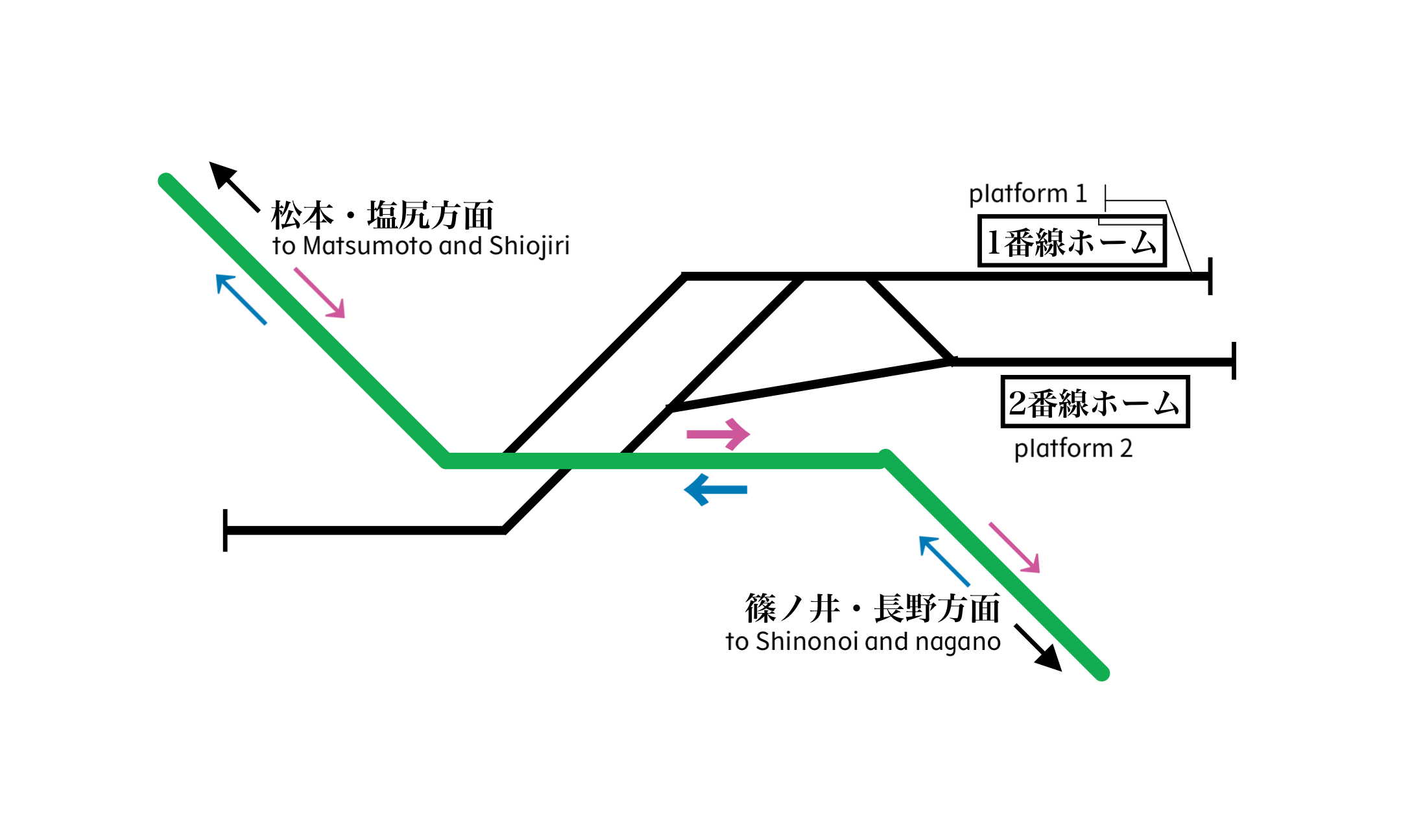
姨捨駅の配線。緑色の線が通過線（本線）であり、普通列車は左下の引き上げ線を利用してホームに出入りする。

ラインカラーはダークオレンジ。ただし、路線図などでは松本駅以北がダークオレンジで、以南は中央本線と同じ青色で案内されている。
全線が旅客営業規則の定める大都市近郊区間の「東京近郊区間」に含まれ、各駅でIC乗車カード「Suica」が利用可能である。

### 路線データ
- 管轄（事業種別）：東日本旅客鉄道（第一種鉄道事業者）、日本貨物鉄道（第二種鉄道事業者）
- 区間（営業キロ）：篠ノ井駅 - 塩尻駅 66.7 km（線路名称公告では起終点が逆転）
- 軌間：1067 mm
- 駅数：15駅（起終点駅含む）
  - 篠ノ井線所属駅に限定した場合、起終点駅（篠ノ井駅は信越本線、塩尻駅は中央本線の所属[9]）が除外され、13駅となる。
- 複線区間：明科駅 - 田沢駅・松本駅 - 塩尻駅間（西条駅 - 明科駅間も路盤自体は複線対応だが現在は単線となっている[10]）
- 電化区間：全線（直流1500 V）
- 保安装置：ATS-P（姨捨駅・桑ノ原信号場構内はATS-SN）
- 運転指令所：長野総合指令室 (CTC)
- 最高速度：
  - 篠ノ井駅 - 松本駅間 110 km/h
  - 松本駅 - 塩尻駅間 優等列車 130 km/h[注釈 2]、普通列車 110 km/h

全線がJR東日本長野支社の管轄となっている。

## 歴史
関東と近畿を連絡する鉄道としては当初、平時には海路の便があり、戦時に敵の攻撃を受けやすい海岸を走る東海道本線ではなく、中山道を経由する路線（中山道幹線）が検討されていた。実際にこの路線は着工され、高崎 - 横川は1885年（明治18年）に開業したが、その先は建設費が嵩むことや開通後の輸送力が制約されることなどから、工事がほとんど進まないうちに中止となった。このとき資材輸送線として建設が始まった直江津から長野を経由し上田へ至る路線はそのまま建設が続行され、1888年（明治21年）には軽井沢 - 直江津間が開業した。さらに1893年（明治26年）4月の碓氷峠区間の完成をもって全線が繋がり、北越鉄道が1898年（明治31年）12月に開通させた直江津（春日新田） - 長岡 - 沼垂間を1907年（明治40年）に国有化し、信越本線に組み込んだ。
一方、1892年（明治25年）6月には鉄道敷設法が公布され、後の中央本線にあたる路線の建設が決定した。これを受けて、長野県会では同年12月に中央本線と信越本線を連絡する「長野若シクハ篠ノ井ヨリ松本ヲ經テ塩尻又ハ洗馬ニ至ル線路」を第一期線に追加するように帝国議会へ要請する決議を採択した。これを中央連絡線と称した。
1893年（明治26年）3月から鉄道庁の技師が派遣されて路線の調査を行った。この結果6つの路線が候補として上がった。東側から現在の国道254号に沿って松本と上田を結ぶ三才山線、長野県道181号下奈良本豊科線に沿って松本と上田を結ぶ保福寺線、国道143号に沿って松本と上田を結ぶ二線路線、国道19号・国道403号に沿って松本と篠ノ井を結ぶ篠ノ井線、国道19号や犀川に沿って松本と長野を結ぶ犀川線、国道147号・長野県道31号長野大町線・国道19号に沿って大町経由で松本と長野を結ぶ大町線である。どのルートを選んでも険しい峠を長大トンネルで克服したり、地質の悪い区間を通過したりしなければならなかったが、距離が最も短い篠ノ井線が建設費や開業後の運営の点で有利と判断された。この報告を受けて1894年（明治27年）6月23日に帝国議会で「長野県下長野若ハ篠ノ井ヨリ松本ヲ経テ前項ノ線路ニ接続スル鉄道」が第一期線に格上げされ、また同時に提出された法案により起点は篠ノ井と確定された。1896年（明治29年）予算で建設費は359万7470円とされ、1895年度（明治28年度）から1898年度（明治31年度）までの予定で施工されることになった。しかしその後、工期の変更と予算の増額があり、1902年年度（明治35年度）まで掛かって予算767万7751円で施工された。
全線を11の工区に分けて、1896年（明治29年）10月に着工され、1900年（明治33年）から篠ノ井方より順次延伸され、1902年（明治35年）に塩尻駅まで全通した。1906年（明治39年）には八王子駅から伸びてきた鉄道が接続して、東京駅 - 長野駅間を結ぶ第2のルートが完成した。1909年（明治42年）に制定された国有鉄道線路名称では中央東線に含まれていたが、中央東線が塩尻駅以西へ延伸されるに及び、1911年（明治44年）に塩尻駅 - 篠ノ井駅間が篠ノ井線として分離された。
開業後は、急勾配の続く運転上の難所であり、また、線路容量も限られることになった。そのため、昭和に入ると順次中間に行き違いの可能な駅や信号場を新設して線路容量の拡大が図られた。第二次世界大戦後も引き続き信号場の追加が行われ、このうち1961年（昭和36年）と1966年（昭和41年）の2回にわたって新設された潮沢・桑ノ原・羽尾の3つの信号場ではスイッチバック式を採用した。これにより、元から存在した姨捨駅のスイッチバックと合わせて、1駅3信号場にスイッチバックを有する路線となった。
1970年（昭和45年）2月、篠ノ井線用にDD51形ディーゼル機関車30両が配置され 、これによって無煙化が完了し、蒸気機関車のさよなら運転としてD51形蒸気機関車重連による「さよなら篠ノ井線の蒸気機関車」が運転された。さらに、1973年（昭和48年）3月28日に全線で電化が完成した。本来は同年7月10日のダイヤ改正で中央西線の電化とともに開業するものであったが、6年に1度の善光寺御開帳に間に合わせるために篠ノ井線のみ先行して電化開業し、4月1日から暫定的な電車化が実施された。中央西線の電化開業時には、振り子式車両の381系電車により特急「しなの」の一部が電車化された。
西条駅 - 明科駅間で潮沢川に沿う地すべり地帯を通過していた旧線に代わり、新線の建設工事が1974年（昭和49年）に開始 され、1988年（昭和63年）9月10日に完成した。この際に建設されたトンネルや橋梁はいずれも複線対応であるが、単線での開業となっている。新線の開業と同時に潮沢信号場が廃止され、その後2009年（平成17年）に羽尾信号場も使用停止となり、以後はスイッチバックが1駅・1信号場の計2か所に存在する路線となっている。
旧国鉄篠ノ井線廃線敷遊歩道
西条駅 - 明科駅間は新線切り替えに伴い旧線区間は廃止され、レールや架線が撤去された以外ほとんど設備が残されている。安曇野市側は2013年（平成25年）に「旧国鉄篠ノ井線廃線敷遊歩道」  として整備されたが、筑北村（西条駅）側は新線合流付近にソーラーパネルが設置されたものの、他は長らく手付かずで、両市村に跨る旧第二白坂トンネルも放置された状態であった。しかし2022年（令和4年）12月にJR東日本長野支社から村に廃線敷の活用の打診があり、両者は翌2023年（令和5年）3月以降現地調査を進め、2024年（令和6年）夏から小仁熊・第一白坂トンネルとその前後800 mを遊歩道とする整備を開始した。小さな橋梁など一部は遊歩道へと整備されていったが、全長約2 kmの旧第二白坂トンネルのみ安全性などの課題から整備の見通しが立っていない。

### 年表

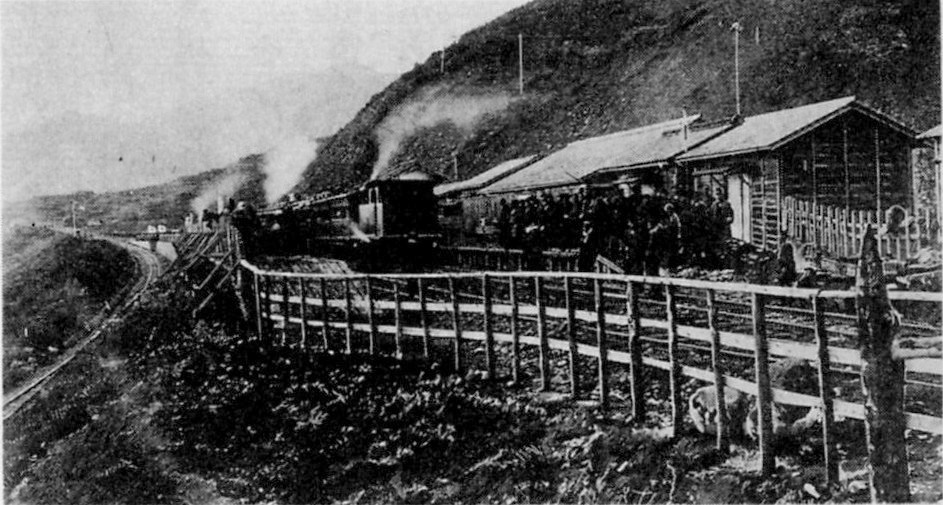
開業当日の姨捨駅

- 1900年（明治33年）11月1日：篠ノ井線[注釈 5] 篠ノ井駅 - 西条駅間（17 M64 C≒28.65 km）開業。稲荷山駅、姨捨駅、麻績駅（現・聖高原駅）、西条駅新設[24]。
- 1902年（明治35年）
  - 6月15日：西条駅 - 松本駅間（15 M22 C≒24.58 km）延伸開業[24]。明科駅、田沢駅、松本駅新設[24]。
  - 11月1日：稲荷山駅 - 姨捨駅間改マイル（+32 C≒0.64 km）。
  - 11月12日：営業距離をマイル・チェーン表記からマイル表記のみに簡略化（33 M38 C→33.5M）。
  - 12月15日：松本駅 - 塩尻駅間（8.6 M≒13.84 km）延伸開業[24]。村井駅、塩尻駅新設[24]。
- 1906年（明治39年）6月11日：岡谷駅 - 塩尻駅間延伸開業により、八王子駅 - 篠ノ井駅間全通[24]。
- 1909年（明治42年）
  - 10月12日：国有鉄道線路名称制定[24]。昌平橋駅 - 篠ノ井駅間が中央東線となる[24]。
  - 12月1日：中央東線の塩尻駅 - 奈良井駅間開業により、塩尻駅 - 篠ノ井駅間は支線となる[24]。
- 1911年（明治44年）5月1日：中央本線全通に伴い、塩尻駅 - 篠ノ井駅間を篠ノ井線として分離[3][24]。
- 1927年（昭和2年）11月3日：坂北駅新設。
- 1930年（昭和5年）4月1日：営業距離をマイル表記からメートル表記に変更（42.1 M→67.9 km）。
- 1933年（昭和8年）7月10日：広丘駅新設。
- 1937年（昭和12年）1月31日：麻績駅 - 姨捨駅間に冠着信号場新設。
- 1944年（昭和19年）9月1日：南松本駅新設。
- 1945年（昭和20年）4月1日：冠着信号場を駅に変更して冠着駅新設。
- 1956年（昭和31年）12月25日：塩尻駅 - 明科駅間に気動車を投入[25]。
- 1961年（昭和36年）
  - 9月27日：明科駅 - 西条駅間に潮沢信号場、姨捨駅 - 稲荷山駅間に桑ノ原信号場新設。
  - 9月29日：塩尻駅 - 広丘駅間複線化[24]。
- 1963年（昭和38年）6月12日：広丘駅 - 村井駅間複線化[24]。
- 1964年（昭和39年）
  - 9月25日：南松本駅 - 松本駅間複線化。
  - 10月1日：南松本駅 - 松本駅間電化[26]。
- 1965年（昭和40年）
  - 2月1日：全線にATS-Sを導入[27]。
  - 4月27日：村井駅 - 南松本駅間複線化[26]。
  - 5月20日：塩尻駅 - 南松本駅間電化[26]。
  - 9月27日：松本駅 - 田沢駅間に平瀬信号場新設。
- 1966年（昭和41年）
  - 3月27日：冠着駅 - 姨捨駅間に羽尾信号場新設。
  - 12月10日：田沢駅 - 明科駅間複線化[26]。
- 1968年（昭和43年）10月1日：ヨンサントオのダイヤ改正で名古屋駅 - 長野駅間の「しなの」に181系気動車が投入され、特急列車化[26]。同時に同区間の急行列車を「きそ」に集約。
- 1970年（昭和45年）2月22日：篠ノ井線用にDD51形ディーゼル機関車30両を配置して無煙化完了。D51形重連による「さよなら篠ノ井線の蒸気機関車」が運転される[28]。
- 1972年（昭和47年）2月1日：全線に列車集中制御装置 (CTC) を導入[29]。
- 1973年（昭和48年）
  - 3月28日：松本駅 - 篠ノ井駅間電化[30]。
  - 7月10日：中央西線の電化完成によるダイヤ改正で、381系振り子式電車による「しなの」が運転開始[26]。
- 1976年（昭和51年）4月1日：麻績駅を聖高原駅に改称[26]。
- 1981年（昭和56年）6月6日：14時56分頃、姨捨駅 - 桑ノ原信号場間で、新宿駅6時20分発長野駅行下り普通列車9両編成（115系〈三鷹電車区所属〉8両+事業用車1両）のうち4両目から9両目の計6両が脱線。乗客5人がけが。25時間後の7日16時に復旧[31]。
- 1982年（昭和57年）5月17日：塩尻駅移転[26]、改キロ (-0.5 km)。
- 1987年（昭和62年）4月1日：国鉄分割民営化により東日本旅客鉄道（JR東日本）が継承[26]。日本貨物鉄道（JR貨物）が全線の第二種鉄道事業者となる。
- 1988年（昭和63年）9月10日：西条駅 - 明科駅間線路付け替え[32]、改キロ (-0.7 km)[33]。潮沢信号場廃止。
- 2007年（平成19年）3月18日：平田駅新設[26][34]。
- 2008年（平成20年）3月15日：羽尾信号場使用停止。
- 2009年（平成21年）3月14日：羽尾信号場廃止[35]。
- 2012年（平成24年）7月2日 - 回送列車のダイヤ設定ミスにより、桑ノ原信号場とその付近で上下回送列車と下り普通列車の3本が立ち往生[36]。
- 2013年（平成25年）3月16日：篠ノ井駅 - 塩尻駅間の一部列車でワンマン運転開始。
- 2014年（平成26年）4月1日：松本駅 - 塩尻駅間が東京近郊区間に編入。同時に線内の一部駅（松本駅・塩尻駅）でICカード乗車券「Suica」サービス開始[5]。
- 2017年（平成29年）4月1日：松本駅 - 塩尻駅間のSuicaサービス開始および松本・塩尻両駅のサービス拡大[6][7]。
- 2023年（令和5年）3月18日：塩尻 - 長野間にてE353系を使用した臨時特急「信州」が運行開始する。
- 2024年（令和6年）3月16日：特急「信州」の長野行き運行時刻を繰り上げる。
- 2025年（令和7年）駅ナンバリング導入後の松本駅（SN06）の駅看板

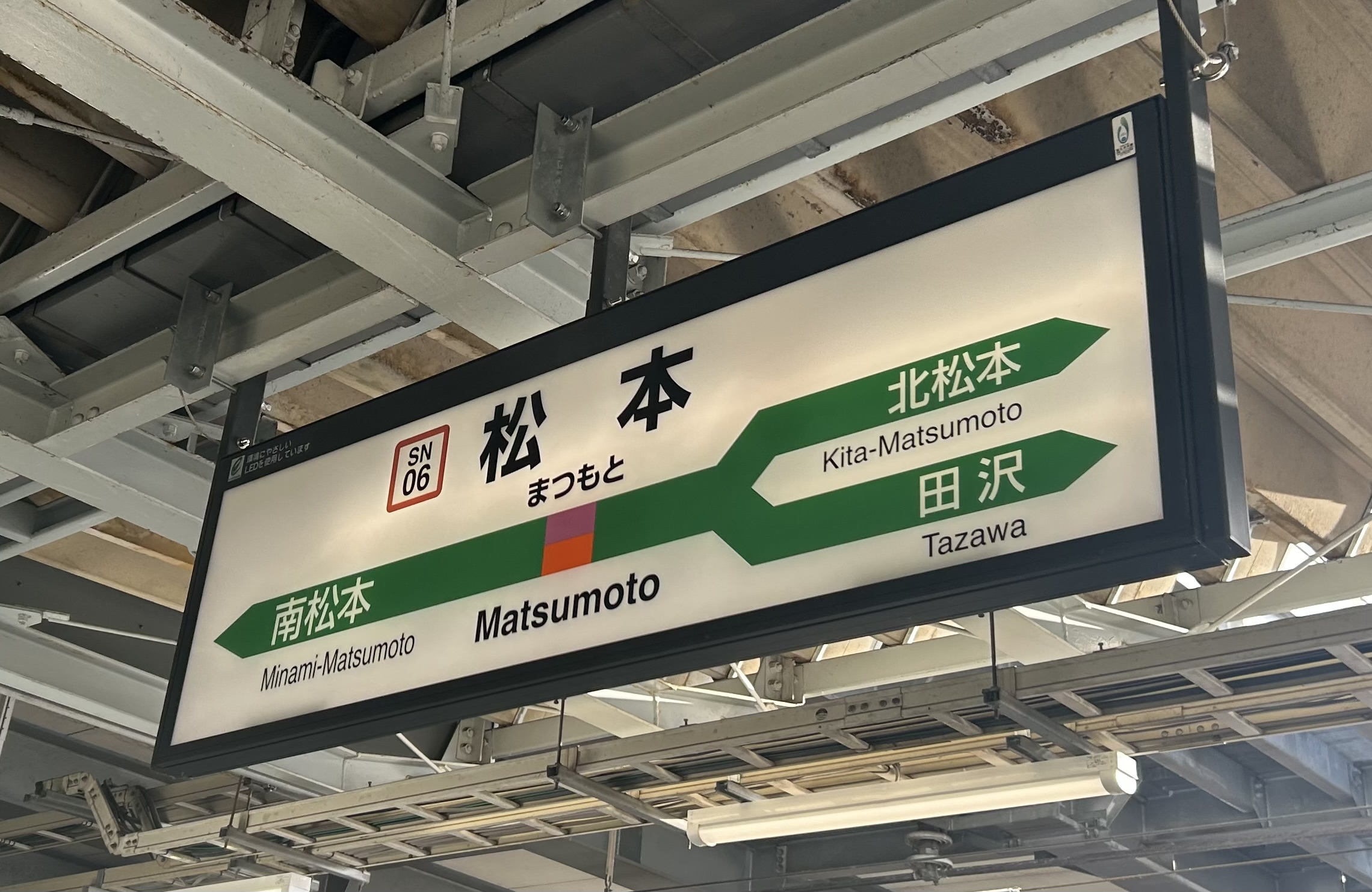
駅ナンバリング導入後の松本駅（SN06）の駅看板

  - 2月：全15駅で新たに駅ナンバリング（SN01 - SN15）を導入[2]。
  - 3月15日：ダイヤ改正に合わせて以下のことを実施。
    - ワンマン列車も含めて各駅で全てのドアから乗降可能となる[37]。
    - 篠ノ井駅 - 松本駅間を東京近郊区間に編入の上でSuicaサービス開始[8]。全駅で利用可能になる。
- 2026年（令和8年）7月1日（予定） - 支社制から事業本部制への再編に伴い、塩尻駅 - 冠着駅間は松本事業本部、姨捨駅 - 篠ノ井駅間は長野事業本部の管轄となる[38]。

## 運行形態
基本的に、途中の松本駅を起点・終着として中央本線新宿・東京方面、名古屋方面および信越本線長野方面と直通する列車を主体に運転されている。

### 優等列車
中央東線方面からは、特急「あずさ」が乗り入れ、ほとんどの列車は松本駅を起・終点としている。一部に大糸線方面への直通列車が設定されている。
中央西線方面からは、東海旅客鉄道（JR東海）の特急「しなの」が乗り入れ、全ての列車が長野駅に直通するが、臨時の「しなの」の中には大糸線乗り入れ列車や松本駅を起・終点とする列車も存在する。
2023年3月ダイヤ改正から、平日運転の臨時特急「信州」が1日1往復運転されている。

### 普通列車
松本駅を運用上の基点としている。松本駅を始発・終着としている中央本線方面の列車は、上下線とも中央東線方面の列車のほうが多く、東京都内の高尾駅まで運行される列車もある。また、中央西線方面の列車は多くが岐阜県内の中津川駅まで運行されている。これらの関係で、松本駅 - 塩尻駅間は特急も含めて比較的多くの列車本数（毎時2 -3本程度）が設定されている。一方、篠ノ井駅を起点・終着としている列車はなく、全て信越本線の長野駅発着で運行されている。松本駅 - 長野駅間で運行される列車のほか、中央東線方面発着で長野駅まで運行される列車も設定されている。篠ノ井線のみを走行する列車は2021年3月13日のダイヤ改正時点で塩尻駅発松本駅行きが2本、塩尻駅発明科駅行きが1本、松本駅発塩尻駅行きと聖高原駅発松本駅行きがそれぞれ1本となっている。なお、松本駅以北の普通列車は毎時1本が基本だが、一部時間帯で2時間程度開く場合がある。
快速列車には中央本線上諏訪発長野行きの下り1本と松本 - 長野間の1往復のほか、篠ノ井線内は各駅に停車する快速列車として飯田線線直通の「みすず」（篠ノ井線内で快速扱いとなるのは松本発の1本のみ）と大糸線の信濃大町発上諏行き上り1本が設定されている。これらの列車には211系・E127系が使用されている。
JR東海の313系も、松本駅発着の中央西線方面の列車において2両または4両で使用されるほか、飯田線直通（岡谷駅経由）の普通列車1往復にも3両で使用されている。このため、松本駅 - 塩尻駅間はJR東日本の路線としては珍しく、転換クロスシート車両の普通列車が多く乗り入れる区間となっている。
2013年3月16日のダイヤ改正より、E127系を使用する一部の列車でワンマン運転が開始された。車内で運賃の収受を行わない「都市型ワンマン」のため、各駅で全てのドアから乗り降りができる。なお、中央西線では313系2両の普通列車でワンマン運転を行っているが、篠ノ井線内ではワンマン運転を行わずに車掌が乗務している。

### 貨物列車
全線で貨物列車が運行されている。コンテナ輸送も行われているが、寒冷山間地の長野県への石油（灯油・重油・ガソリンなど）輸送が盛んである。石油は、京葉地区や京浜地区、中京地区にある製油所から内陸の油槽所へ送られている。輸送の高速化のために、タキ1000形貨車で編成された高速貨物列車も設定されている。
牽引機は、EF64形電気機関車やEH200形電気機関車である。また、篠ノ井線で列車の発着がある駅は南松本駅のみである。

### 過去の列車
過去の列車は以下の項目を参照
- 「あずさ」「はまかいじ」 - 中央東線直通の昼行優等列車について
- 「ムーンライト信州」 - 中央東線直通の夜行列車について
- 「みすず」 - 急行「天竜」・快速「かもしか」などの飯田線直通列車について
- 「しなの」- 中央西線直通の昼行優等列車について
- 「ちくま」 - 中央西線直通の夜行列車について
- 「おはようライナー」

## 使用車両

### 現在の使用車両
以下は全て電車で、特記なき限りJR東日本の車両。
- 優等列車用
  - E353系 - 松本車両センター所属
    - 特急「あずさ」として塩尻駅 - 松本駅間で、「信州」として全線で運行。

  - 383系 - JR東海神領車両区所属
    - 特急「しなの」として全線で運行。
- 普通列車・快速列車（「みすず」を含む）
  - 211系 - 長野総合車両センター所属
  - E127系100番台 - 松本車両センター所属
  - 313系 -  JR東海神領車両区・大垣車両区所属
    - 塩尻駅 - 松本駅間で運行。

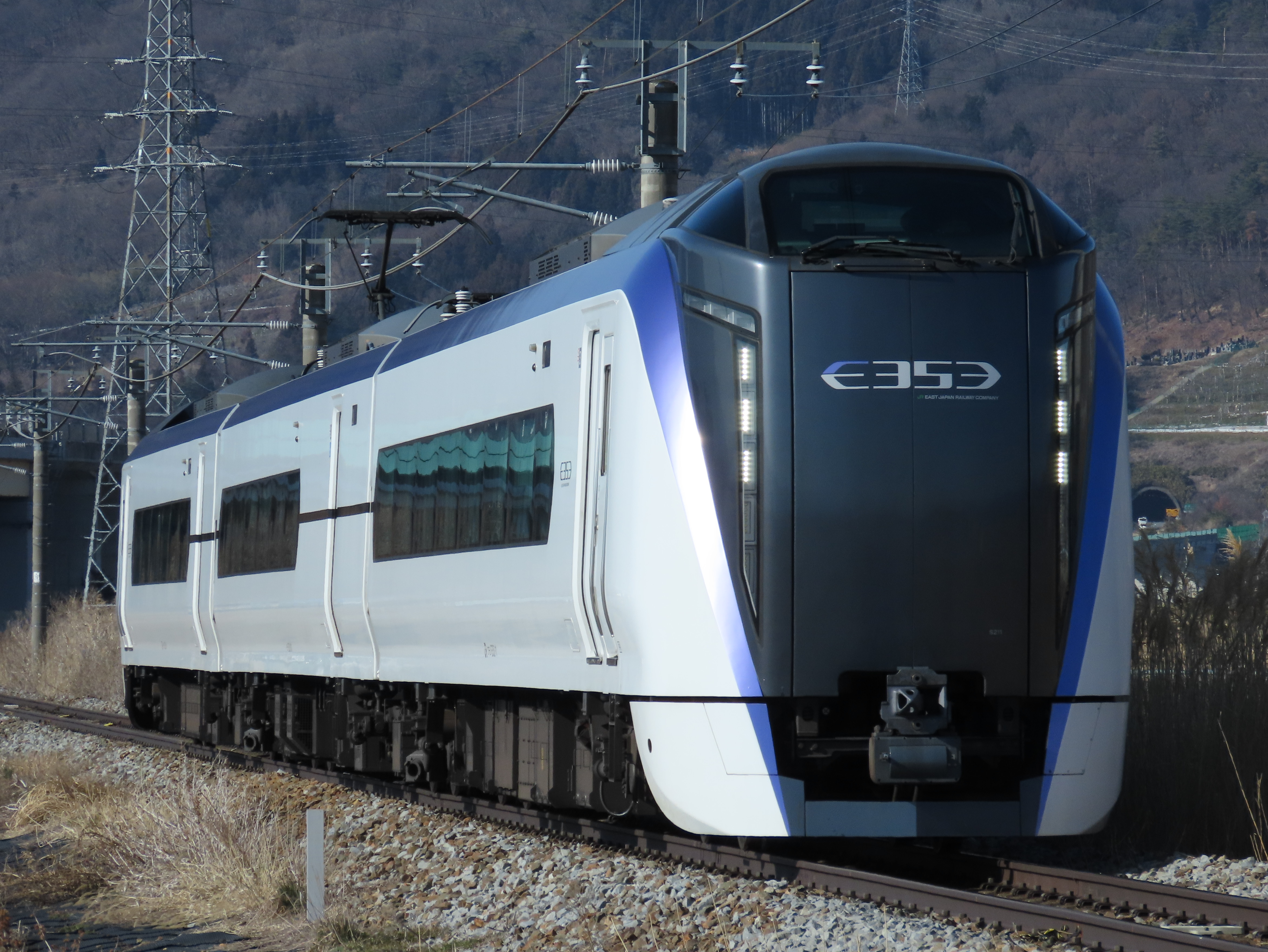
E353系
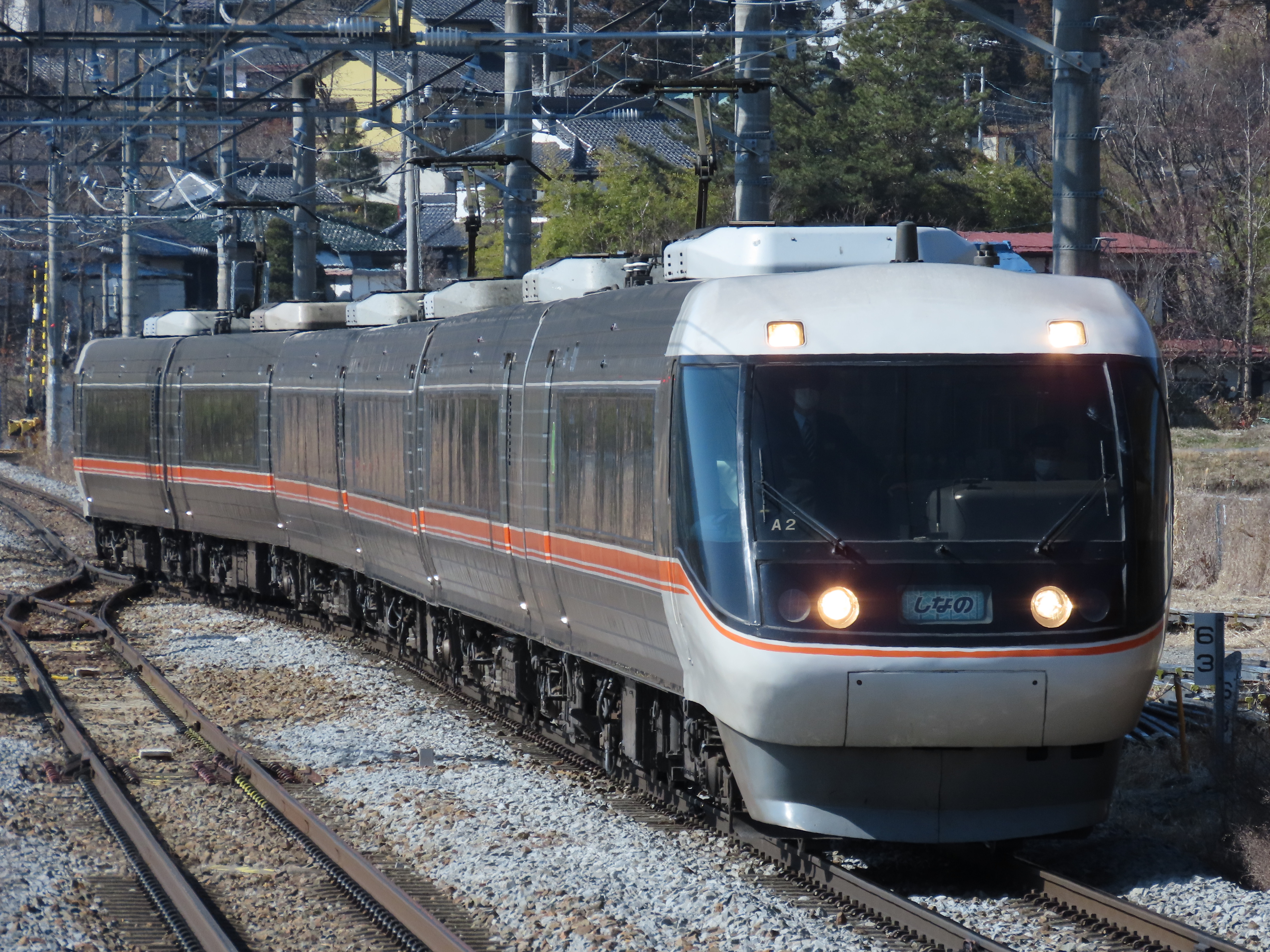
383系
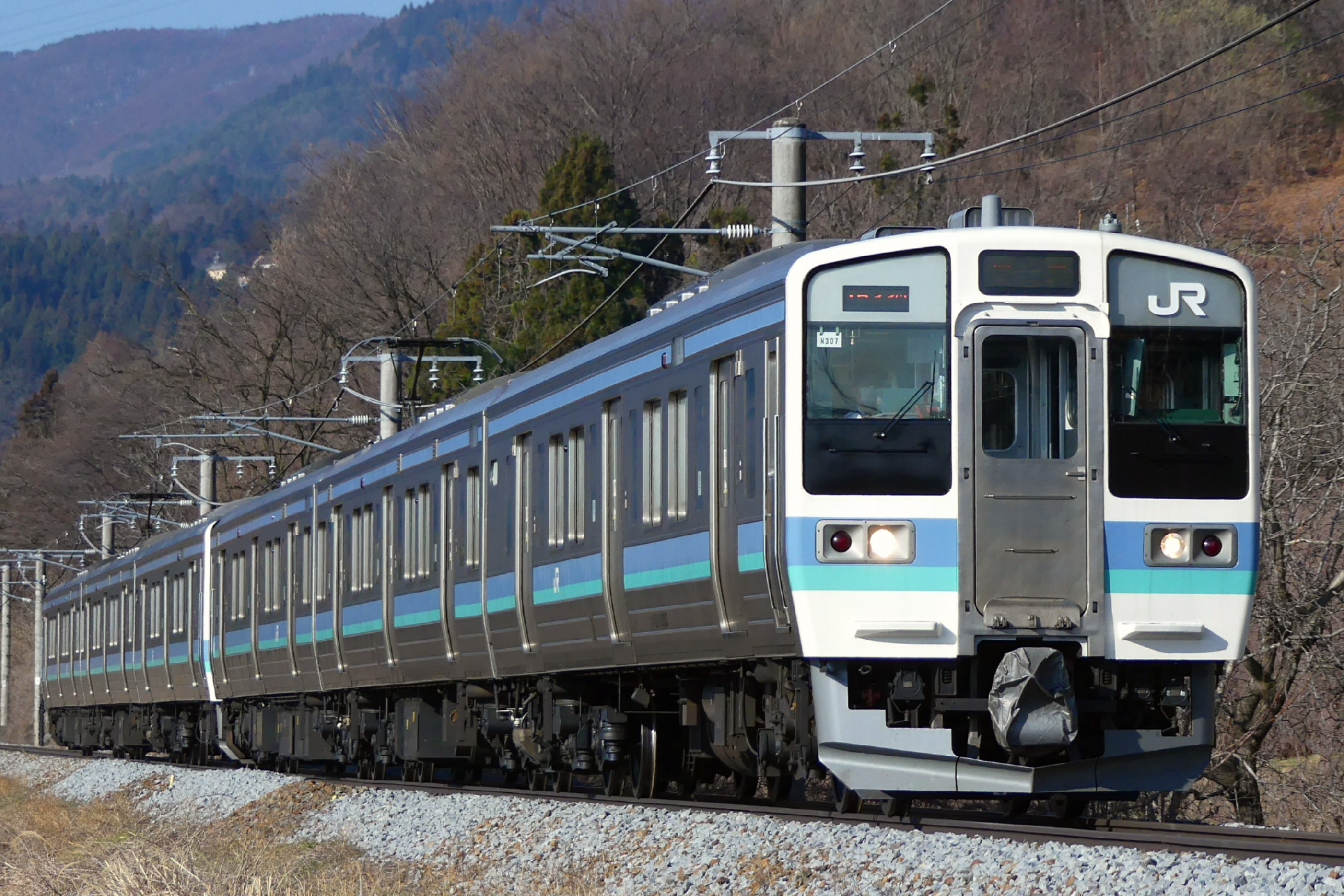
211系
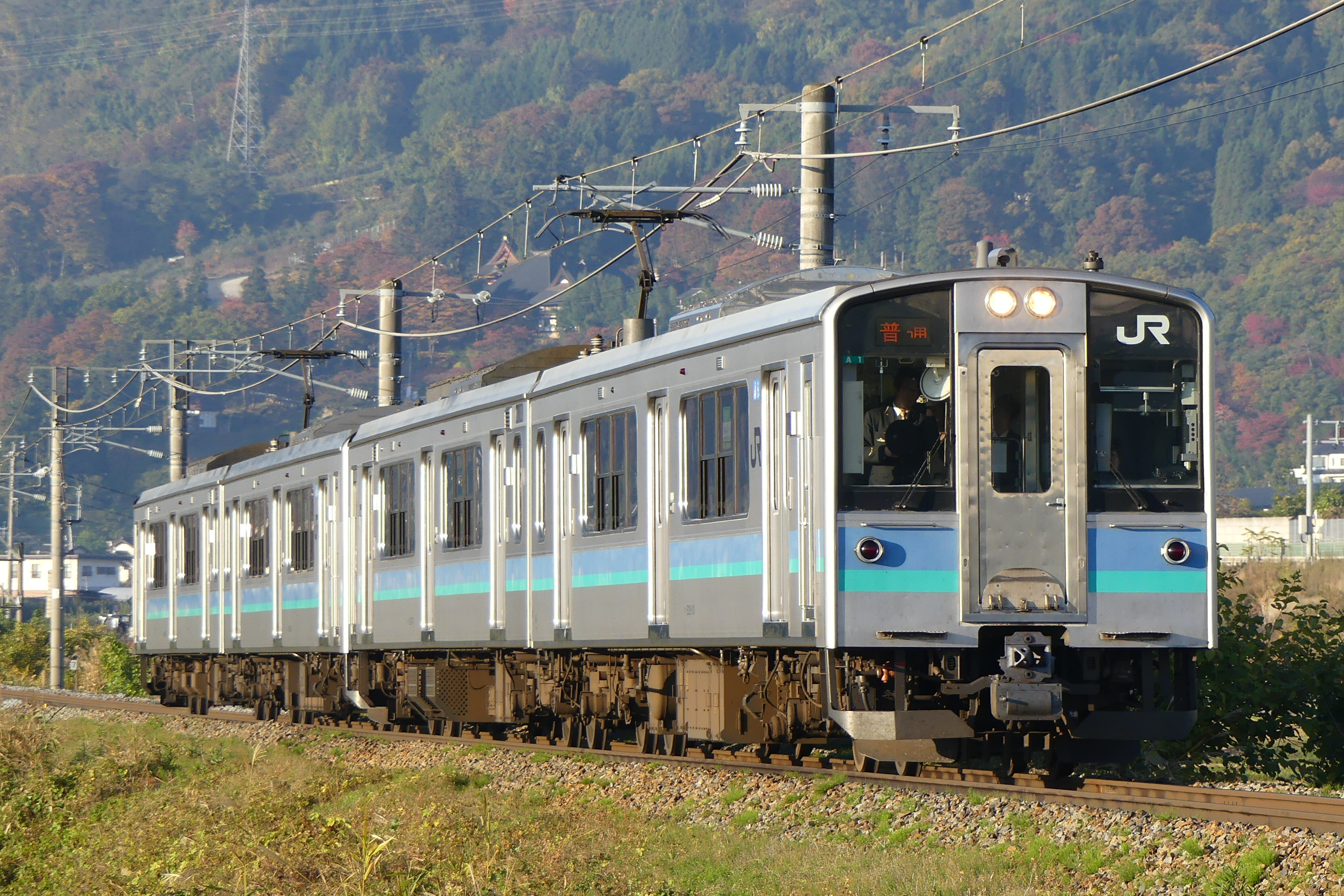
E127系100番台
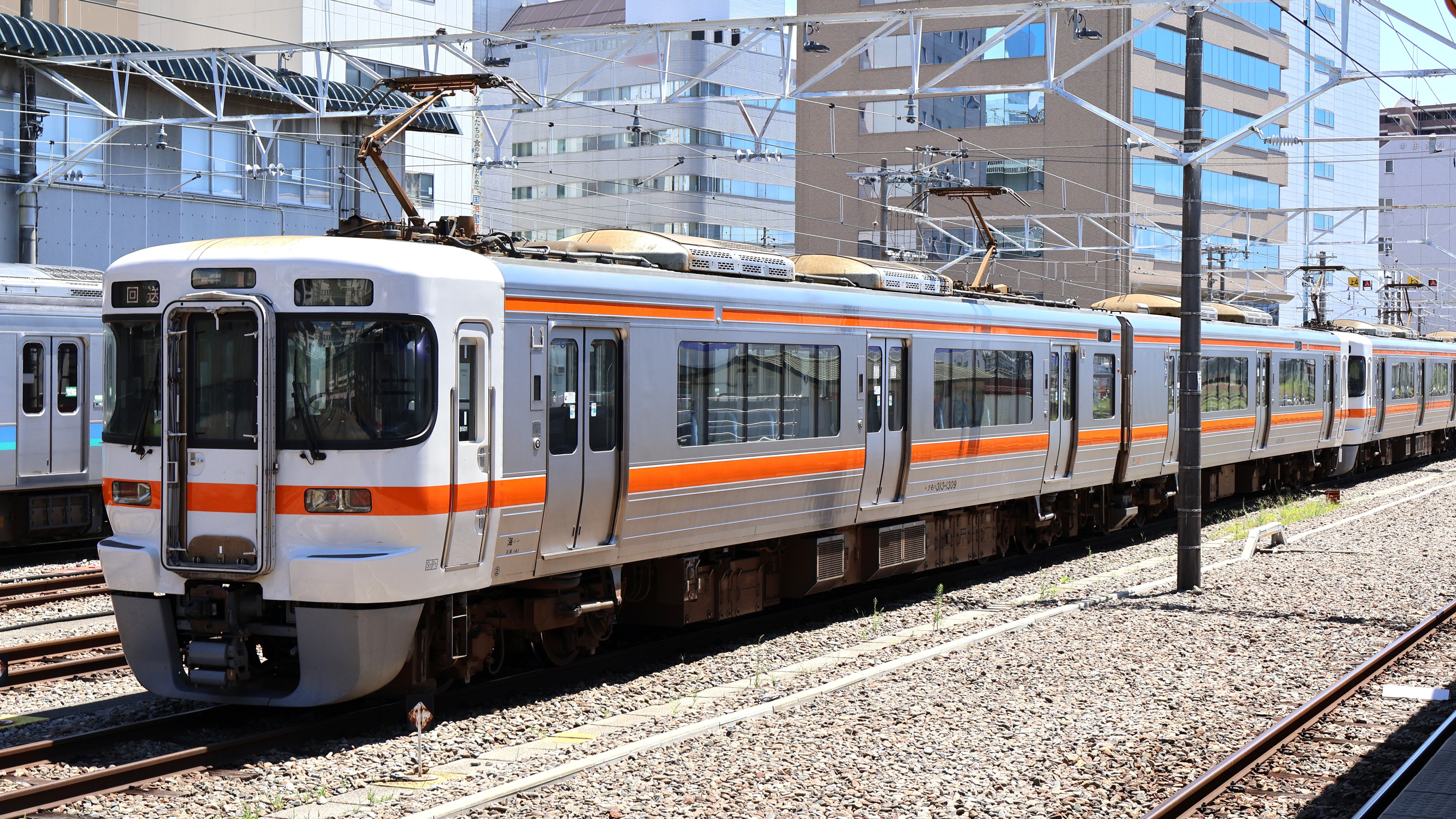
313系

### 過去の使用車両
「キハ」とあるのは気動車、客車など車種が記されていない車両は全て電車である。
- 優等列車
  - 181系 - 特急「あずさ」
  - 183系・189系 - 特急「あずさ」、急行
  - E257系 - 特急「あずさ」（臨時列車では現在も使用）

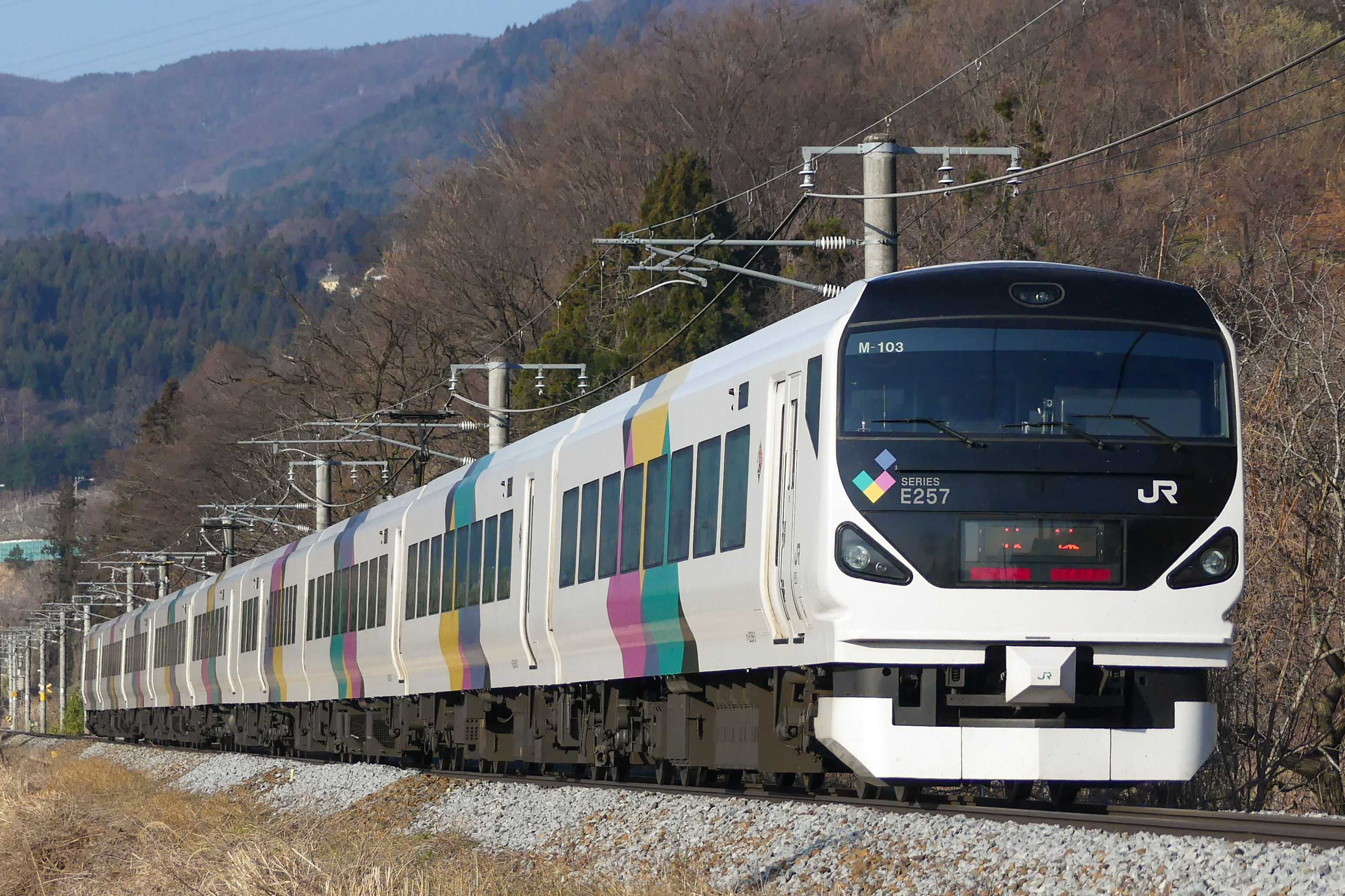
E257系
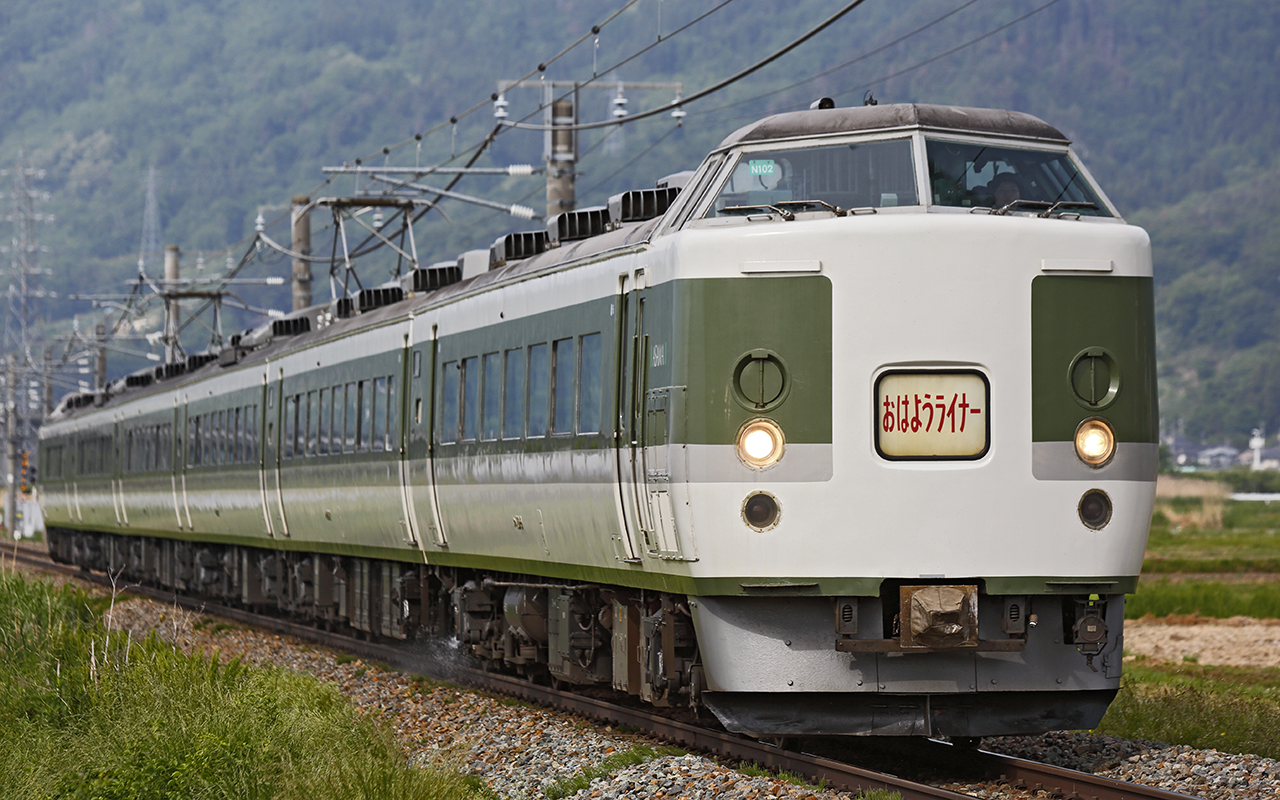
189系
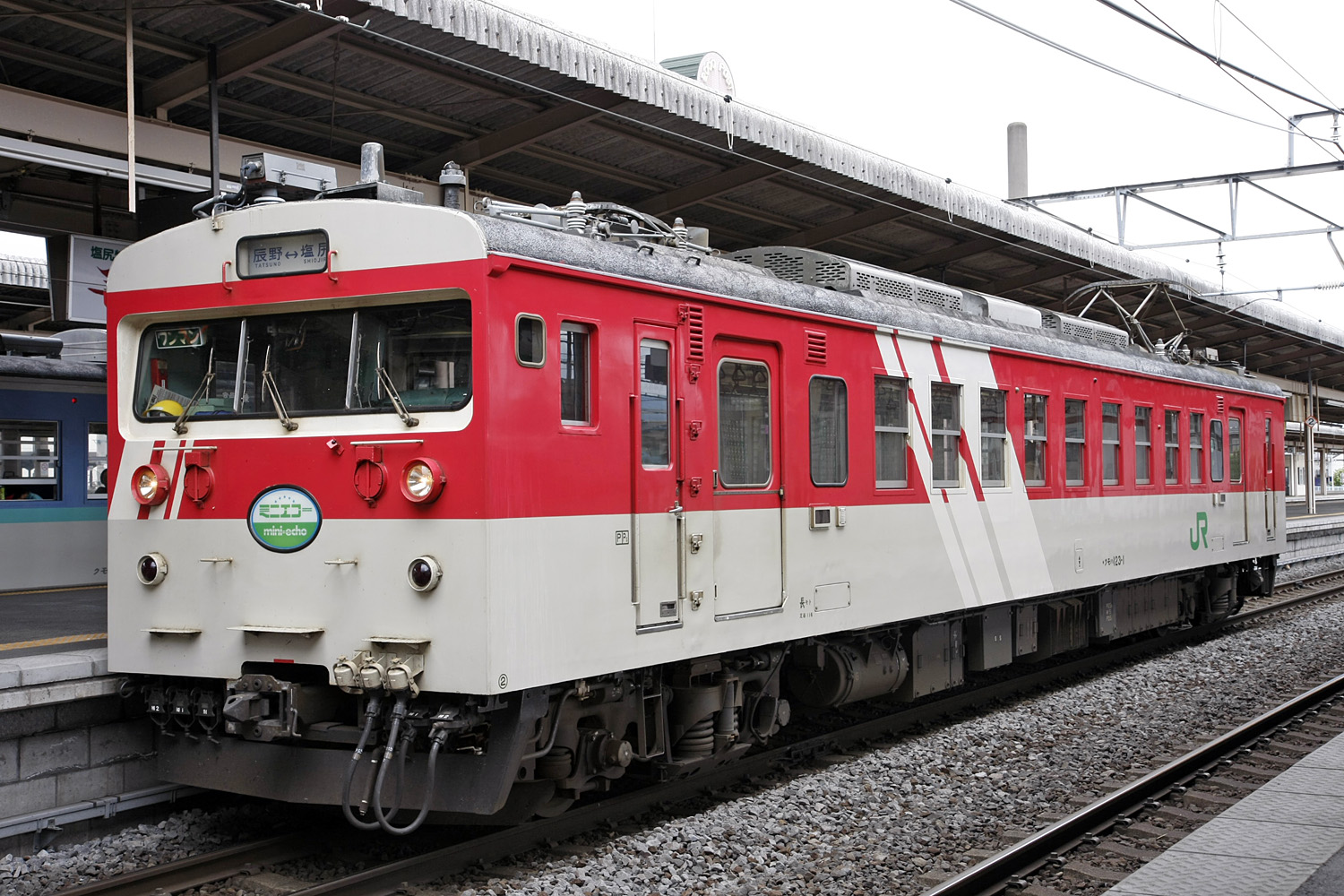
123系

  - E351系 - 特急「スーパーあずさ」
  - 381系 - 特急「しなの」
  - キハ181系 - 特急「しなの」
  - 153系 - 急行
  - 165系・169系 - 急行
  - 80系 - 急行
  - キハ58系 - 急行
  - 12系客車 - 急行
  - 14系客車 - 急行
- 普通列車
  - 32系
  - 40系
  - 42系
  - 51系
  - 70系
  - 80系
  - E257系
  - 165系・169系
  - 123系
  - 115系

- E257系
- 189系
- 123系

## 沿線概況
篠ノ井線は、塩尻市から安曇野市明科地区にかけての松本盆地と、長野市周辺の長野盆地を結ぶ路線で、線路は、同じく両盆地を結んで流れる犀川の川筋ではなく、冠着峠越えのルートに敷設されている。これは、両盆地の間が最近数十万年の間に激しく隆起・褶曲した結果、犀川が蛇行しつつ深い渓谷を形成して、川沿いに線路を引ける地形ではなかったためであった。姨捨付近の高所から見晴らす長野盆地は佳景で、日本三大車窓の一つに選ばれている。蒸気機関車時代は難所と呼ばれた冠着トンネルも技術革新のために苦もなく列車が通るようになった。
篠ノ井側から見ると、まず稲荷山駅から冠着トンネルへ向かって40分の1（25‰）の上り勾配がずっと続く。山腹に沿って曲線を繰り返しながら次第に高度を稼ぐ。千曲川（信濃川）の支流雄沢川と、同じ千曲川の支流犀川の支流麻績川の間の標高955mの尾根の下を全長2,656mの冠着トンネルで潜り抜けると、この路線最高の標高676m地点にある冠着駅へ到達する。
冠着駅から坂北駅まではおおむね麻績川に沿って下る。そこで麻績川の支流の東条川の川筋に入って再び登り、西条駅へ到達する。
西条駅から明科駅までは、潮沢川に沿う区間が地すべり多発地帯であったことや、線路容量が限界に達していたことなどから1988年に新線に切り替えられた区間である。明治時代に建設された当初は、全長365mの御仁熊トンネルを抜けてサミット（山頂部）を通り、全長2,084mの第二白坂トンネルを通って半径300mのカーブを繰り返し25‰で潮沢川に沿って明科駅まで下っていく線形となっていた。1988年に切り替えられた新線では、新しく掘り直された第一白坂トンネルが1,292m、第二白坂トンネルが1,777m、そして第三白坂トンネルが4,261mとなり、最大勾配は23‰とわずかながら改善された。また、この区間はトンネルや橋梁について複線化の準備がなされた設計で建設されたが、単線で開通し、その後も単線のまま運行されている。
明科駅からは松本盆地に出て、おおむね犀川の右岸に沿って通っている。途中田沢駅 - 松本駅間は山と川に挟まれた狭隘な区間を通過する。松本からは、市街化・工業化の進む平坦な田園地帯を南下し、やがて松本盆地の南端に位置する塩尻駅に達する。

## 駅一覧
列車運行上の下り方向に（塩尻駅から篠ノ井駅に向かって）記述する。なお便宜上、篠ノ井側の全列車が直通する信越本線篠ノ井駅 - 長野駅間も合わせて記述する。
- 駅名 … ◆・◇：貨物取扱駅（◇は定期貨物列車の発着なし）
- 停車駅
  - 普通、普通「みすず」、快速「みすず」…篠ノ井線内は全ての駅に停車
  - 快速…●印の駅は全列車停車、▲印の駅は一部の列車が停車、△印の駅は上りの一部の列車のみが停車、｜印の駅は通過
  - 特急「あずさ」「しなの」、臨時快速「リゾートビューふるさと」…各列車記事参照
- 線路 … ||：複線区間、∧：これより下は複線、∨：これより下は単線、◇・◆：単線区間（◇は列車交換可能、◆はスイッチバック駅/信号場）
- 全駅長野県内に所在。
- 標高の単位は m（メートル）

| 正式路線名 | 駅番号 | 駅名         | 営業キロ | 営業キロ | 標高  | 快速 | 接続路線・備考 | 線路 | 所在地   | 所在地   |
| 正式路線名 | 駅番号 | 駅名         | 駅間     | 累計     | 標高  | 快速 | 接続路線・備考 | 線路 | 所在地   | 所在地   |
| ---------- | ------ | ------------ | -------- | -------- | ----- | ---- | --- | ---- | -------- | -------- |
| 篠ノ井線   | SN01   | 塩尻駅◇      | -        | 0.0      | 715.8 | ●    | 東日本旅客鉄道： 中央本線（岡谷方面）・中央本線支線（辰野方面）（CO61） 東海旅客鉄道： 中央本線（木曽福島方面） （全方面と直通運転あり） | \|\| | 塩尻市   | 塩尻市   |
| 篠ノ井線   | SN02   | 広丘駅       | 3.8      | 3.8      | 664.5 | ▲    | | \|\| | 塩尻市   | 塩尻市   |
| 篠ノ井線   | SN03   | 村井駅◇      | 3.0      | 6.8      | 628.8 | ●    | | \|\| | 松本市   | 松本市   |
| 篠ノ井線   | SN04   | 平田駅       | 2.0      | 8.8      | 609.0 | ▲    | | \|\| | 松本市   | 松本市   |
| 篠ノ井線   | SN05   | 南松本駅◆    | 2.1      | 10.9     | 594.6 | ▲    | | \|\| | 松本市   | 松本市   |
| 篠ノ井線   | SN06   | 松本駅       | 2.4      | 13.3     | 586.0 | ●    | 東日本旅客鉄道：■大糸線（塩尻方面との直通運転あり）（42） アルピコ交通：■上高地線（AK-01）                                               | ∨    | 松本市   | 松本市   |
| 篠ノ井線   | -      | 平瀬信号場   | -        | 17.5     | 568.9 | ｜   | | ◇    | 松本市   | 松本市   |
| 篠ノ井線   | SN07   | 田沢駅       | 8.3      | 21.6     | 555.9 | ●    | | ∧    | 安曇野市 | 安曇野市 |
| 篠ノ井線   | SN08   | 明科駅       | 6.6      | 28.2     | 525.5 | ●    | | ∨    | 安曇野市 | 安曇野市 |
| 篠ノ井線   | SN09   | 西条駅       | 9.0      | 37.2     | 661.9 | ▲    | | ◇    | 東筑摩郡 | 筑北村   |
| 篠ノ井線   | SN10   | 坂北駅       | 3.7      | 40.9     | 601.0 | ▲    | | ◇    | 東筑摩郡 | 筑北村   |
| 篠ノ井線   | SN11   | 聖高原駅     | 4.1      | 45.0     | 621.4 | ▲    | | ◇    | 東筑摩郡 | 麻績村   |
| 篠ノ井線   | SN12   | 冠着駅       | 3.3      | 48.3     | 676.0 | △    | | ◇    | 東筑摩郡 | 筑北村   |
| 篠ノ井線   | SN13   | 姨捨駅       | 5.9      | 54.2     | 551.2 | △    | | ◆    | 千曲市   | 千曲市   |
| 篠ノ井線   | -      | 桑ノ原信号場 | -        | 58.4     | 458.2 | ｜   | | ◆    | 千曲市   | 千曲市   |
| 篠ノ井線   | SN14   | 稲荷山駅     | 8.7      | 62.9     | 358.0 | ▲    | | ◇    | 長野市   | 長野市   |
| 篠ノ井線   | SN15   | 篠ノ井駅     | 3.8      | 66.7     | 356.2 | ▲    | しなの鉄道：■しなの鉄道線 | ∧    | 長野市   | 長野市   |
| 信越本線   | SE09   | 篠ノ井駅     | 3.8      | 66.7     | 356.2 | ▲    | しなの鉄道：■しなの鉄道線 | ∧    | 長野市   | 長野市   |
| 信越本線   | SE10   | 今井駅       | 2.1      | 68.8     | 359.0 | ｜   | | \|\| | 長野市   | 長野市   |
| 信越本線   | SE11   | 川中島駅◇    | 2.2      | 71.0     | 362.4 | ▲    | | \|\| | 長野市   | 長野市   |
| 信越本線   | SE12   | 安茂里駅     | 2.1      | 73.1     | 360.3 | ｜   | | \|\| | 長野市   | 長野市   |
| 信越本線   | SE13   | 長野駅◇      | 2.9      | 76.0     | 360.5 | ●    | 東日本旅客鉄道： 北陸新幹線・■飯山線 しなの鉄道：■北しなの線 長野電鉄：■長野線 (N1)                                                      | \|\| | 長野市   | 長野市   |

1. ↑  駅観光案内標では海抜547m。
2. ↑  運転系統上は長野駅発着となっている。
3. ↑  飯山線の正式な起点は豊野駅だが、運転系統上は長野駅発着となっている。

2022年度の時点で、JR東日本自社による乗車人員集計から除外される駅（完全な無人駅）は、姨捨駅のみである。

### 廃止信号場
- 潮沢信号場 ： 1988年廃止、明科駅 - 西条駅間・旧線上（篠ノ井駅起点34.4 km）
- 羽尾信号場 ： 2008年使用停止、2009年廃止[35]、冠着駅 - 姨捨駅間（篠ノ井駅起点14.7 km）

### 過去の接続路線
- 松本駅：松本電気鉄道浅間線 （松本駅前駅）- 1964年4月1日廃止

## 平均通過人員
各年度の平均通過人員（人/日）は以下のとおりである。
| 年度                   | 平均通過人員（人/日） | 平均通過人員（人/日） | 平均通過人員（人/日） | 出典   |
| 年度                   | 全線                  | 塩尻 - 松本           | 松本 - 篠ノ井         | 出典   |
| ---------------------- | --------------------- | --------------------- | --------------------- | ------ |
| 2011年度（平成23年度） | 11,251                | 22,704                | 8,399                 | [ 41 ] |
| 2012年度（平成24年度） | 11,570                | 23,456                | 8,610                 | [ 41 ] |
| 2013年度（平成25年度） | 11,885                | 24,097                | 8,843                 | [ 41 ] |
| 2014年度（平成26年度） | 11,468                | 23,344                | 8,510                 | [ 41 ] |
| 2015年度（平成27年度） | 12,367                | 24,699                | 9,296                 | [ 41 ] |
| 2016年度（平成28年度） | 12,293                | 24,861                | 9,163                 | [ 42 ] |
| 2017年度（平成29年度） | 12,423                | 25,474                | 9,173                 | [ 42 ] |
| 2018年度（平成30年度） | 12,465                | 25,470                | 9,226                 | [ 42 ] |
| 2019年度（令和元年度） | 11,898                | 24,300                | 8,809                 | [ 42 ] |
| 2020年度（令和02年度） | 7,322                 | 15,605                | 5,259                 | [ 42 ] |
| 2021年度（令和03年度） | 8,165                 | 16,720                | 6,034                 | [ 43 ] |
| 2022年度（令和04年度） | 10,115                | 20,439                | 7,543                 | [ 43 ] |
| 2023年度（令和05年度） | 11,259                | 23,146                | 8,299                 | [ 44 ] |